# Chulachomklao-Militärakademie

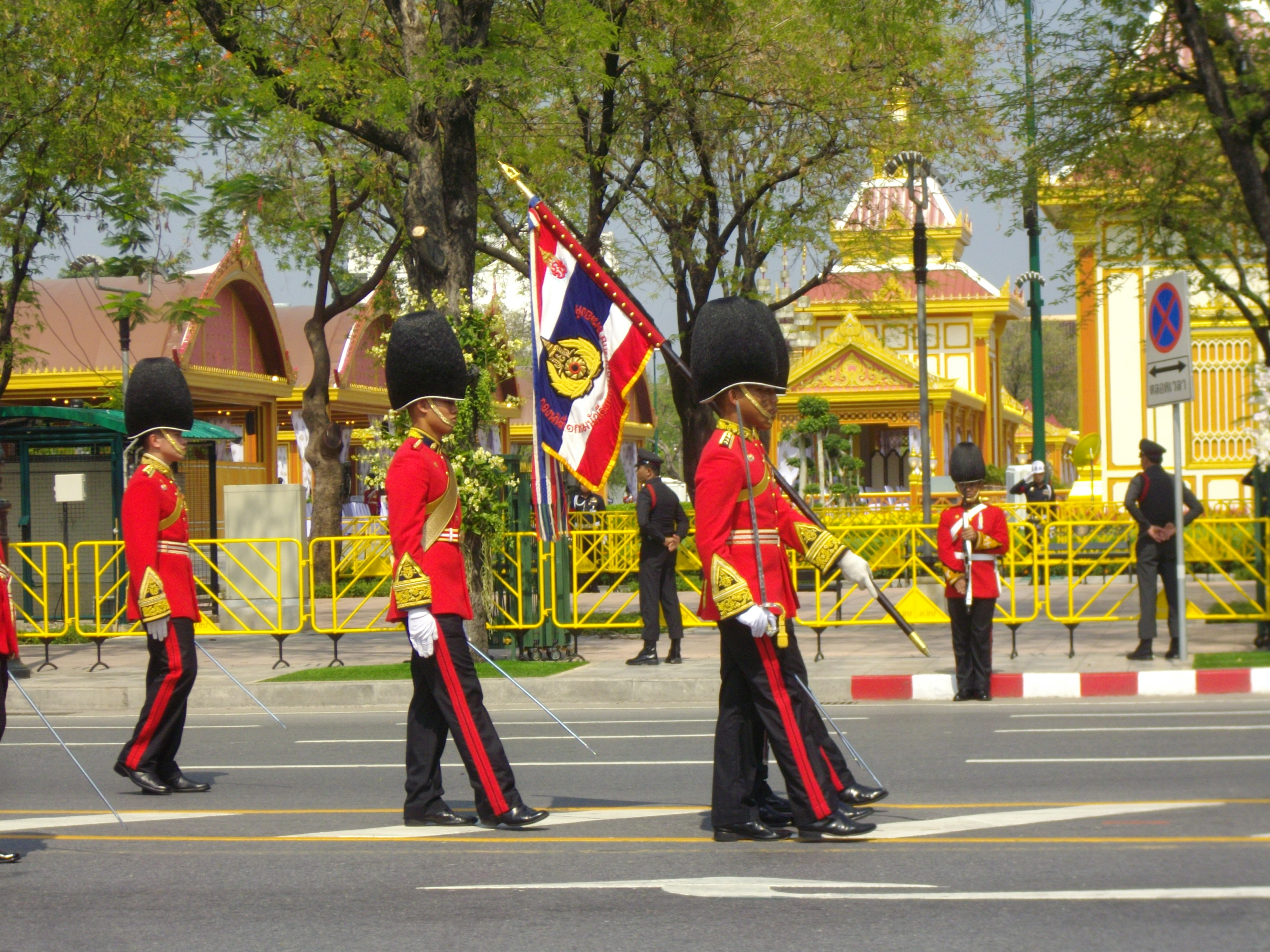
Kadetten der Königlichen Garde der Chulachomklao-Militärakademie bei der Begräbniszeremonie von Prinzessin Bejaratana Rajasuda

Die Königliche Chulachomklao-Militärakademie (thailändisch โรงเรียนนายร้อยพระจุลจอมเกล้า, RTGS: Rongrian Nairoi Phra Chulachomklao, Aussprache: [roːŋrian naːjrɔːj pʰráʔ t͡ɕùʔláʔt͡ɕɔːmklâw]; englisch Chulachomklao Royal Military Academy, CRMA) ist die Offiziersschule des thailändischen Heeres. 
Sie befindet sich in der Provinz Nakhon Nayok, 13 km nordwestlich der Provinzhauptstadt. Die Akademie wurde 1887 nach dem Vorbild deutscher Militärschulen gegründet und ist nach dem damaligen König Rama V., der den Thronnamen Chulachomklao führte, benannt. 1951 reformierte der spätere Ministerpräsident Sarit Thanarat den Lehrplan nach dem Vorbild der United States Military Academy in West Point. Dies war Teil einer „Amerikanisierung“ der Armee.

## Namhafte Absolventen
- Feldmarschall Plaek Phibunsongkhram, Ministerpräsident 1939–44 und 1948–57 (Abschluss 1914)
- Feldmarschall Sarit Thanarat, Ministerpräsident 1959–1963 (Abschluss 1928)
- Feldmarschall Thanom Kittikachorn, Ministerpräsident 1957–58 und 1963–73 (Abschluss 1929)
- Feldmarschall Praphas Charusathien, Innenminister 1957–73, Oberkommandierender des Heeres 1964–73
- General Chatichai Choonhavan, Ministerpräsident 1988–91
- General Prem Tinsulanonda, Ministerpräsident 1980–88 (Abschluss 1941)
- General Arthit Kamlang-ek, Oberkommandierender des Heeres 1982–86, Oberkommandierender der Streitkräfte 1983–86 (Abschluss 1948, mit anderen „Demokratischen Soldaten“)

Seit der Lehrplanreform 1951 wurden die Abschlussklassen nummeriert:
- General Sunthorn Kongsompong, Oberkommandierender der Streitkräfte 1990–91, Juntaführer 1991 (Abschlussklasse 1, 1953)
- General Chavalit Yongchaiyudh, Ministerpräsident 1996–97 (Abschlussklasse 1, 1953)
- General Suchinda Kraprayoon, Ministerpräsident 1992 (Abschlussklasse 5, 1958, mit anderen Mitgliedern des „National Peace Keeping Council“)
- Generalmajor Chamlong Srimuang, Gouverneur von Bangkok 1985–92, Anführer der „Gelbhemden“ seit 2006 (Abschlussklasse 7, 1960, mit anderen „Jungtürken“)
- General Surayud Chulanont, Ministerpräsident 2006–08 (Abschlussklasse 12, 1965)
- General Prawit Wongsuwan, Oberkommandierender des Heeres 2004–05, Verteidigungsminister 2008–11 (Abschlussklasse 17, 1969)
- General Sonthi Boonyaratglin, Oberkommandierender des Heeres und der Streitkräfte 2005–07, Juntaführer 2006 (Abschlussklasse 17, 1969)
- General Anupong Paochinda, Oberkommandierender des Heeres 2007–10 (Abschlussklasse 21, 1972)
- General Songkitti Jaggabatara, Chef des Stabs der Streitkräfte 2008–11 (Abschlussklasse 21, 1972)
- General Prayuth Chan-ocha, Oberkommandierender des Heeres seit 2010, Juntaführer 2014 (Abschlussklasse 23)
- General Pallop Pinmanee, Stellvertretender Direktor des "Internal Security Operations Command", Verantwortlich für das  Krue-Se-Moschee Massaker (Abschlussklasse 7)